# 飯島権蔵
飯島 権蔵（いいじま ごんぞう、1889年6月3日 - 1974年9月6日）は、日本の教育者。川崎市立女子商業学校（後の川崎市立幸高等学校の前身のひとつ）校長、松本商業学校校長、松商学園短期大学（後の松本大学松商短期大学部）初代学長などを歴任した。

## 経歴
群馬県に生まれ、前橋中学校に学ぶ。1912年に神戸高等商業学校専攻部を卒業し、1914年には東京高等商業学校（後の一橋大学の前身のひとつ）専攻部銀行科を卒業して、商社に勤務した。
後に、教育界に転じ、大阪市立西区商業学校などを経て、1944年に川崎市立女子商業学校校長となった。その後、東京高商の同窓であった糸魚川祐三郎の要請を受け、1947年に松本商業学校第5代校長となり、戦後の混乱期における学制改革への対処と経営の立て直しにあたった。この時期には、長野県私学協会理事長や、中央産業教育審議会の委員も務めた。
1953年に松商学園短期大学が開学した際に、飯島は初代学長も兼ねることとなったが、これは、学長職への就任が要請されていた糸魚川祐三郎（後に第2代学長に就任）が、この時点での就任を固辞し、代わって飯島の就任を強く推薦したためであった。
実業界の経験もあった飯島は、経理にも明るく、学校経営者として手腕を発揮したが、ワンマン体制からくる諸々の歪みも生じ、最終的に1954年3月に、高等学校の教職員十数名とともに学園を去ることとなった。代わって中学校高等学校校長に就任した久保田正三が短期大学学長事務取扱を兼ねることとなり、1955年に糸魚川が第2代学長に就任するまでこの体制が続いた。